# Five (Album Goodbye Mr Mackenzie)
Five – trzeci album szkockiego zespołu muzycznego Goodbye Mr. Mackenzie.

## Lista utworów
1. "Hard"
2. "Bam Bam"
3. "Grip"
4. "Jim's Killer"
5. "Niagara"
6. "Touch the Bullseye"
7. "Day of Storms"
8. "Yelloueze"
9. "Bugdive"
10. "Normal Boy"
11. "Dłońs of the Receiver"
12. "Titanic"